# ダイハツ・タントエグゼ
タント エグゼ（TANTO Exe ）は、ダイハツ工業が2009年（平成21年）から2014年（平成26年）の5年間にて製造していた、タントシリーズの軽スーパーハイトワゴンである。通称「エグゼ」。

## 概要
2009年（平成21年）10月の第41回東京モーターショーで公開され、同年12月に発売された。 
ベースとなるタントはシートアレンジや室内空間の確保のためにシートの座り心地を犠牲にしていたが、タントエグゼは座り心地の良いシートに変更し、上級志向のモデルとなっている。月間販売目標は4,000台と発表されている。また、バンパーやフロントグリル、前後ランプなどが別デザインとなるスポーティグレードシリーズの「タントエグゼカスタム」もラインアップされる。 
2010年（平成22年）4月からは富士重工業（現・SUBARU）へスバル・ルクラとしてOEM供給されていた。
販売面ではエンジンの力強さや走行性能、乗り心地の面で高評価を得ていたが、タントよりムーヴの派生車に近い感じであったため今ひとつユーザーからの理解を得られなかった。

## メカニズム
シャシはタントと共通だが、スライドドアを廃して（初代と同じ）ヒンジドアを採用したことなどにより、タント比で60kgの軽量化がなされ、またエンジンのセッティングがタントから変更されたことにより、燃費性能が向上されている。
エンジンは、直列3気筒 DOHC 自然吸気エンジンのKF-VE型と、同じく直3 DOHCのターボエンジンであるKF-DET型が搭載される。なお、ターボエンジンについてはエグゼカスタムの最上級グレード「RS」のみに用意される。
トランスミッションは2WD全車とカスタム「RS」の4WD車にはCVTが、カスタム「RS」を除く4WD車には4速ATが採用された。なおカスタム「RS」を除く4WD車についても、2010年10月の一部改良でCVTに換装された。

## 年表

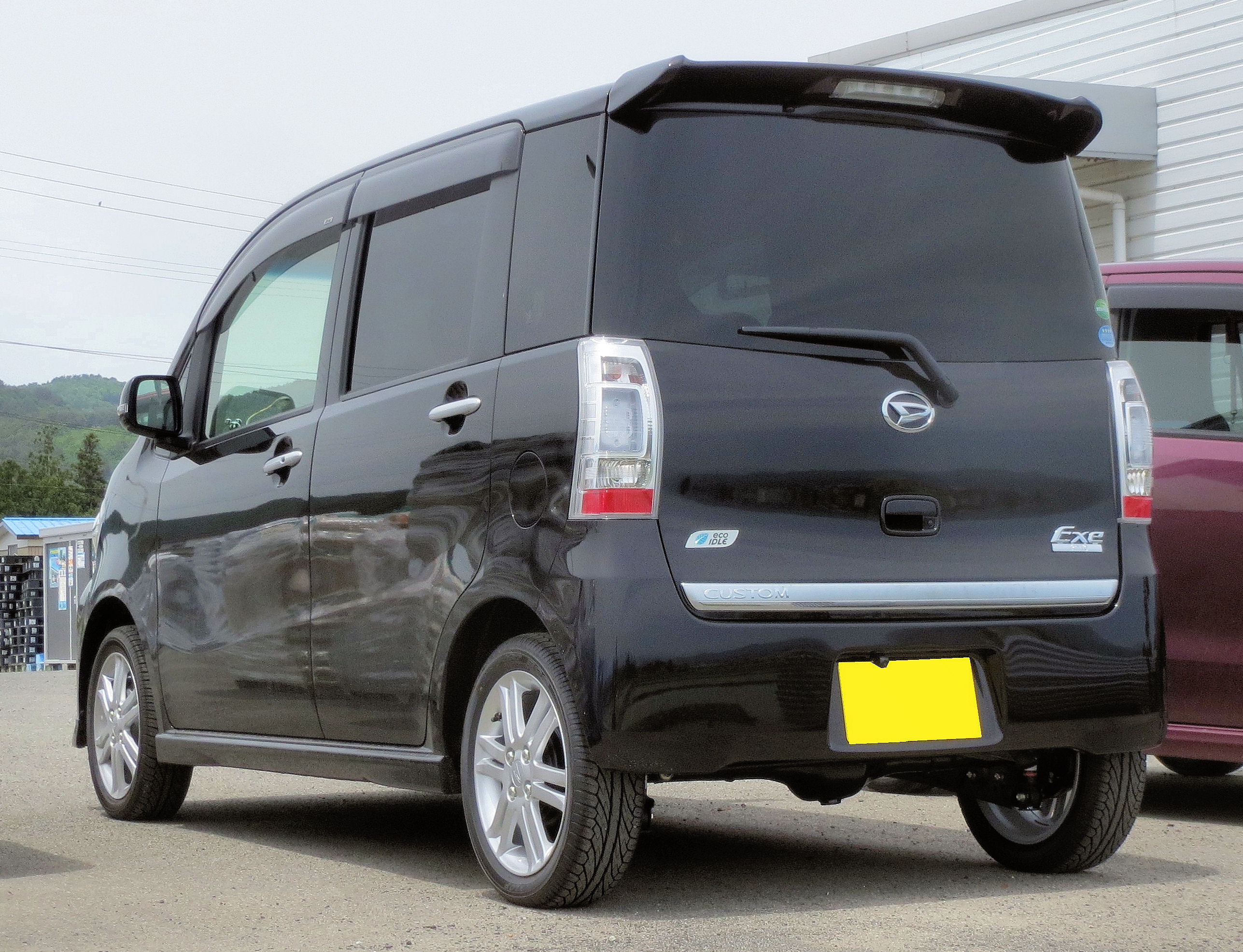
カスタム RS (後期型・リヤ)
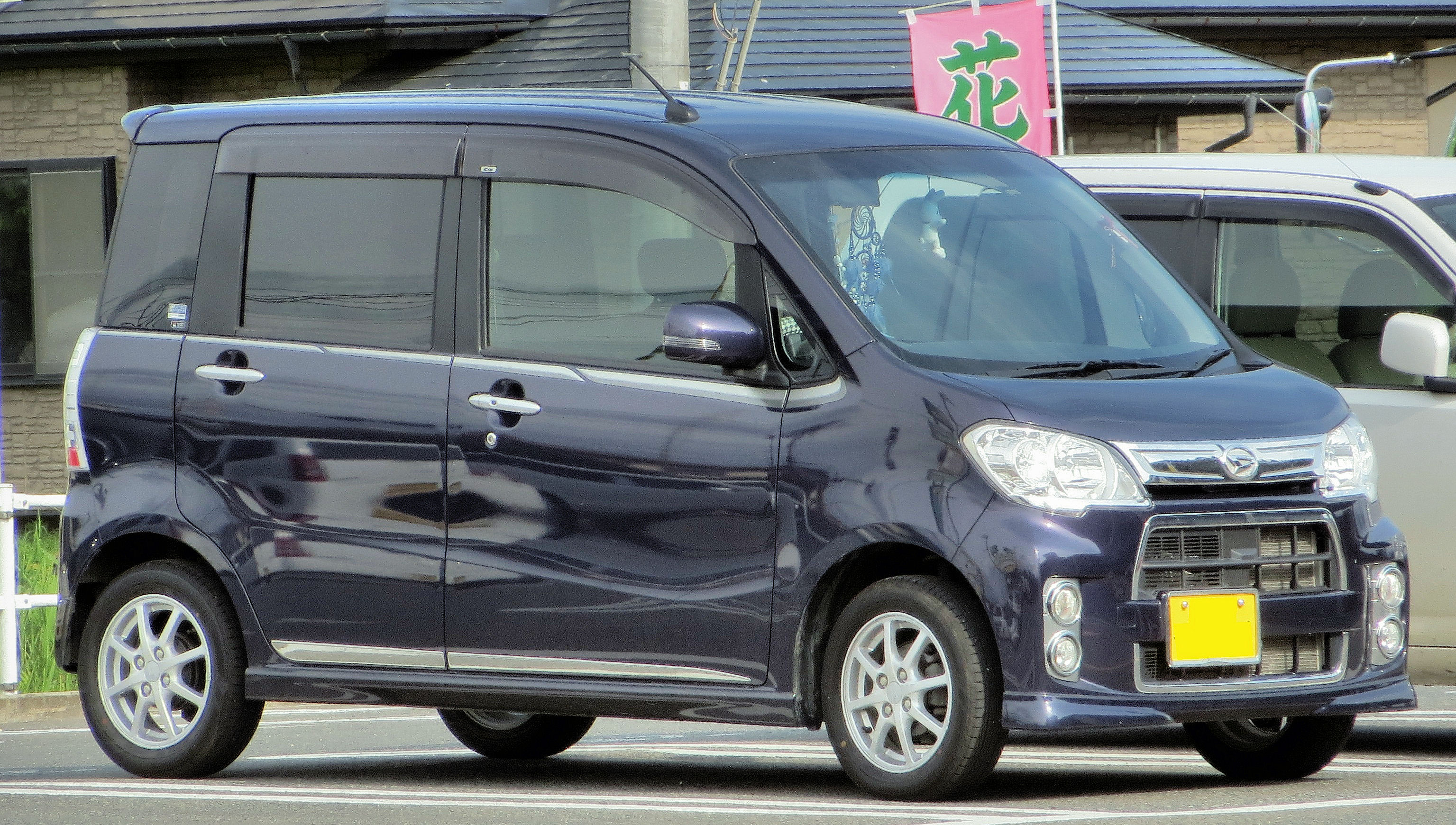
カスタム G (後期型)
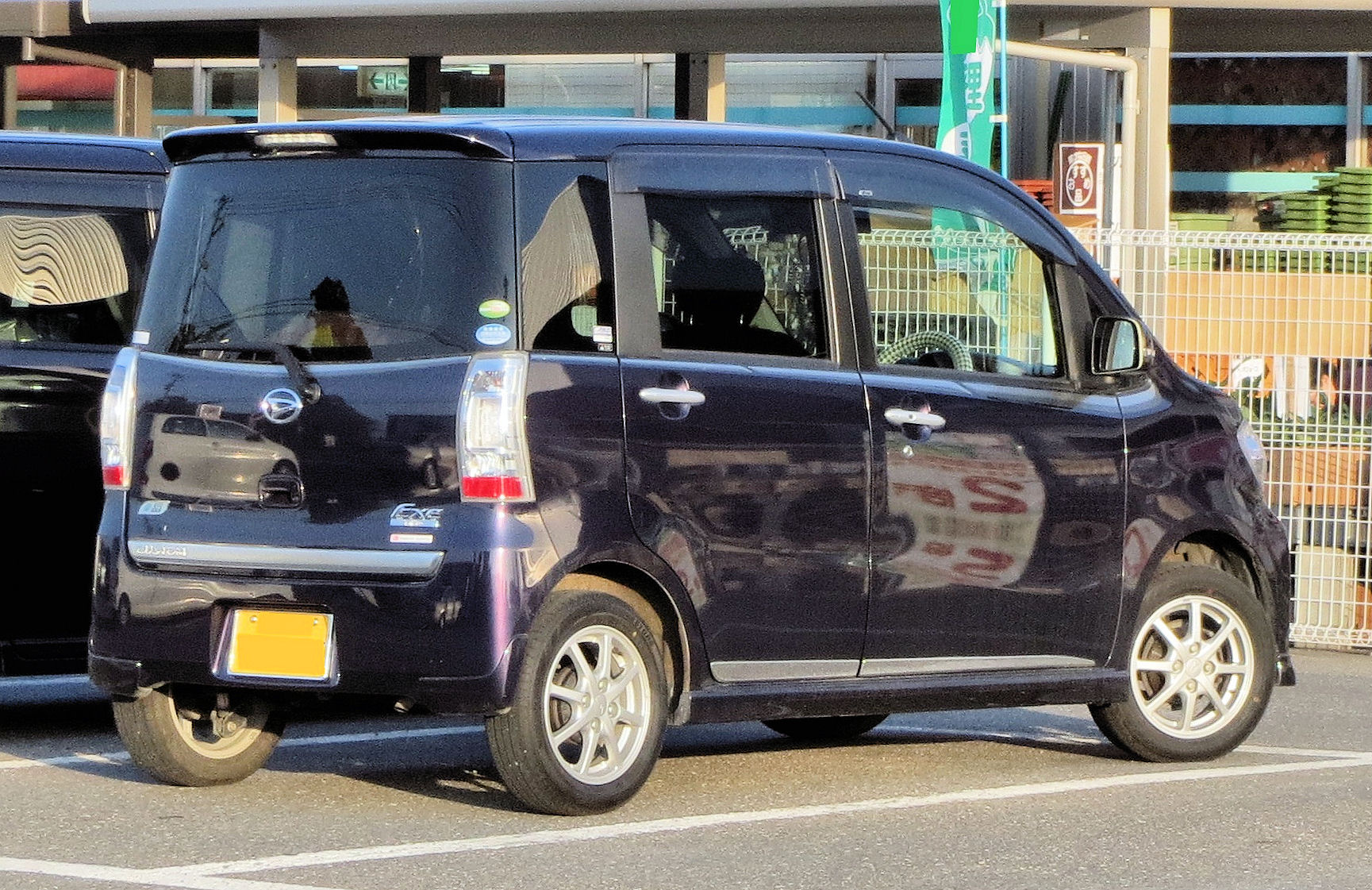
カスタム G (後期型・リヤ)

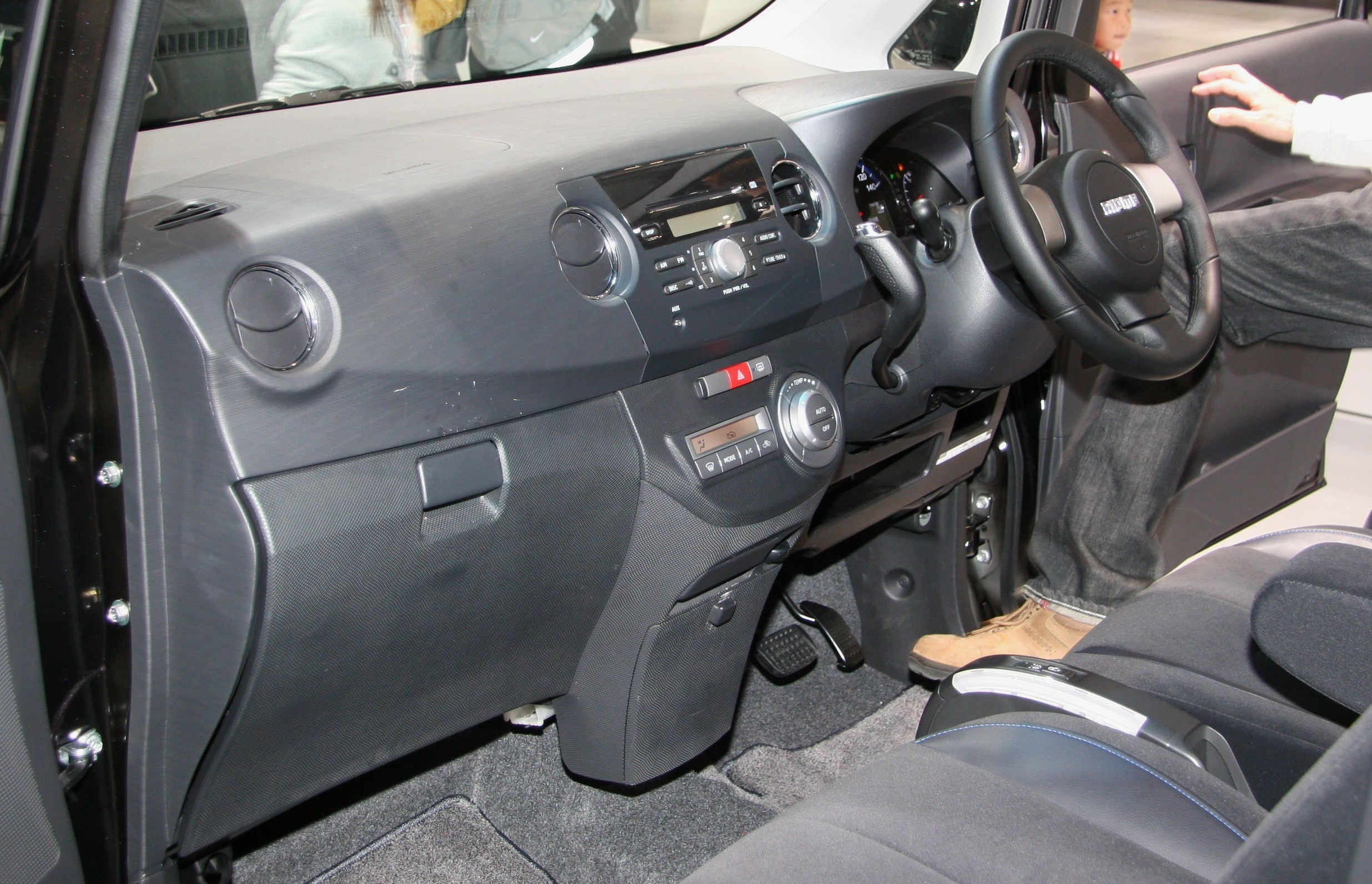
室内（カスタム）

- 2009年（平成21年）12月24日 - 販売開始。キャッチフレーズは「軽にくつろぎという革新。」で、CMキャラクターには香取慎吾を起用。
- 2010年（平成22年）
  - 4月20日 - 富士重工業（現・SUBARU）へ「ルクラ」としてOEM供給を開始。
  - 10月25日 - 一部改良。ABSを全車標準装備化すると共に、NA・4WD車のトランスミッションをCVTに変更し、燃費を向上。これにより、「平成17年基準排出ガス75%低減レベル（☆☆☆☆）」と「平成22年度燃費基準+15%」を達成。合わせて、「G」はドアミラーターンランプ、アルミホイール、ブラック内装などを採用し質感を向上。「カスタム」は全グレード「アジャスタブルパック」を標準装備すると共に、「カスタムG」は革巻ステアリングホイール（メッキオーナメント・プレミアムシャインブラックベゼル付）を標準装備した。グレード体系も見直され、4WD専用グレードの「L」・「S」・「カスタムS」を廃止し、2WD車と同一のグレード展開とした。
- 2011年（平成23年）
  - 7月19日 - 一部改良。NA車全車に「第2世代KFエンジン」を搭載し、燃費性能を改善したことで「平成22年度燃費基準+25%」を達成。また、ターボ車「カスタムRS」の車両本体価格を5万円引き下げた。なお、「カスタムX」は廃止された。
  - 11月29日 - タントと共にマイナーチェンジ。キャッチフレーズは「軽にも高級はある」に変更され、CMキャラクターも北乃きいとリリー・フランキーに変更された。

NA車において、ミライースで開発された「e:sテクノロジー」のうち、新エンジンと改良型CVTを組み合わせたパワートレーンと停車前アイドリングストップ機能付新型「eco IDLE（エコアイドル）」・エコ発電制御（減速エネルギー回生機能）を採用したことで燃費を大幅に向上（JC08モードで2WD車は24.8km/L、4WD車は24.0km/L）。さらに、ルーフアンテナとLEDリアコンビランプを採用し、「X」・「カスタムG」はアルミホイールのデザインを変更。ノーマルタイプは従来の「X Special」に替わる廉価グレードとして「L」が復活（FF車においては新規設定）、バックモニター付きナビを標準装備した「X Limited」を追加し、全グレードにマルチインフォメーションディスプレイを追加。
カスタムはより一層の高級感と力強さを表現するためにフロントフェイスを一新するとともに、センタークラスターにピアノブラック調を、オーバーヘッドコンソールとセンターフロアコンソールのイルミネーション点灯部にメッキ加飾をそれぞれ施した。グレード体系の整理により「G」は廃止された。なお、NA車は「平成27年度燃費基準+10%」を達成している。
- 2012年（平成24年）
  - 5月21日 - ターボ車の「カスタムRS」を一部改良。NA車同様に「e:Sテクノロジー」の一部を採用したことで燃費を向上（JC08モードで2WD車は22.2km/L、4WD車は21.4km/L）。これにより、2WD車・4WD車共に「平成27年度燃費基準」を達成するとともに、「平成17年基準排出ガス75%低減レベル（☆☆☆☆）」も同時に取得した。
  - 9月10日 - 一部改良。NA・2WD車においてエンジン制御の最適化により燃費を向上（24.8km/L→25.0km/L）。これにより、「平成27年度燃費基準+20%」を達成した。併せて、ターボ車の「カスタムRS」は車両本体価格を5万円値下げした。
- 2014年（平成26年）
  - 9月[5] ｰ 生産終了。以降は在庫対応分のみの販売となる。
  - 10月2日 - 在庫対応分が完売し販売終了。全高1700mm超のスーパートールワゴン市場ではスライドドアの車両が人気であったことや、ムーヴとも競合するため、発売2年目以降から販売目標を割り込み、特に（派生元の）タントがモデルチェンジした2013年10月以降は月販台数500台を割り込んでいた[6]。販売年数は4年9ヶ月程度と、同社の同じ軽乗用車のソニカ、および2代目オプティほどではなかったが、一連の同社の軽乗用車の中では比較的短い部類であった。累計販売台数は10万998台[7]。
- 2015年（平成27年）
  - 4月末（補足）- OEM車種のルクラの生産終了。
  - 5月末（補足）- OEM車種のルクラの販売終了。

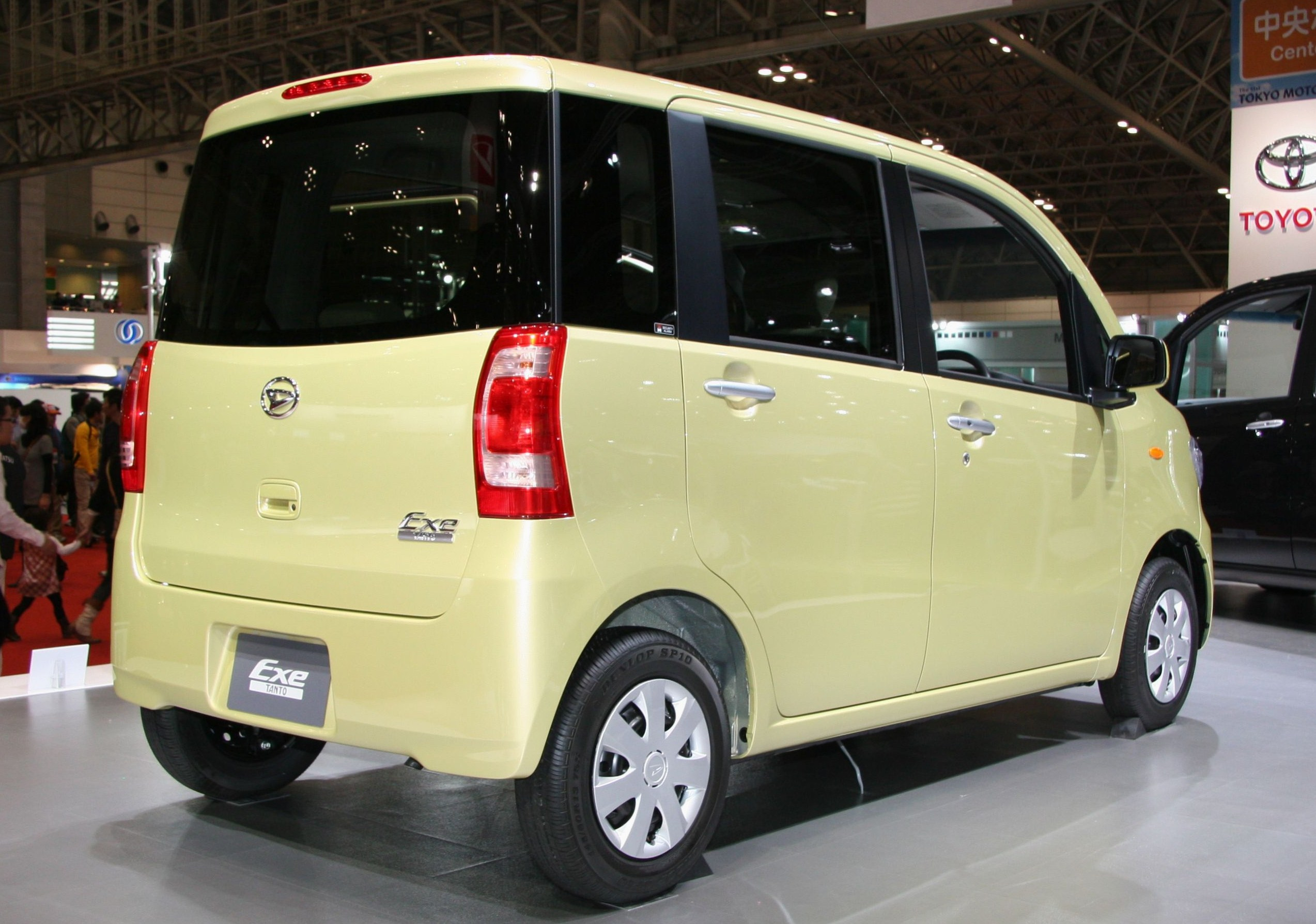
タントエグゼ リヤ
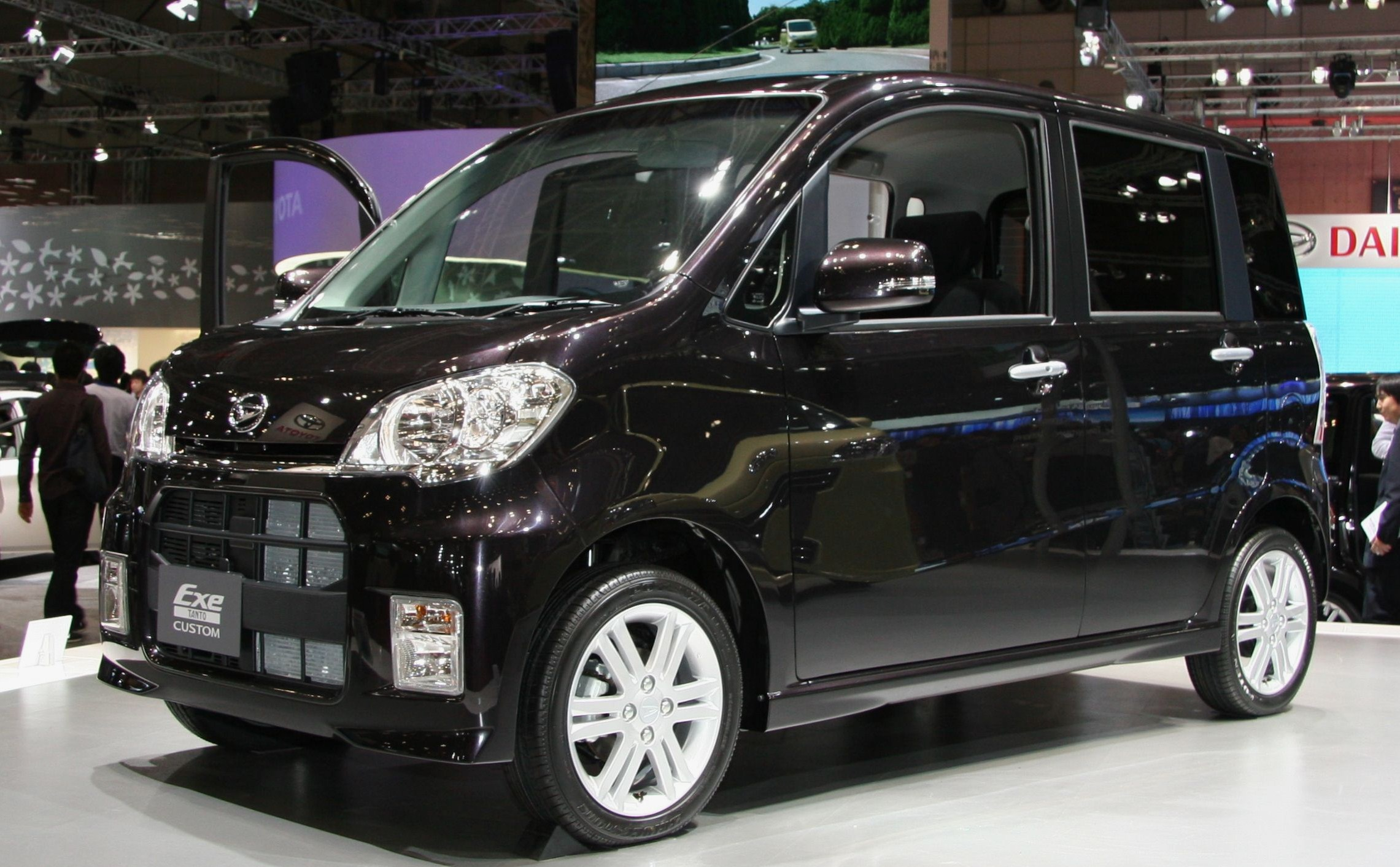
カスタム (前期型)
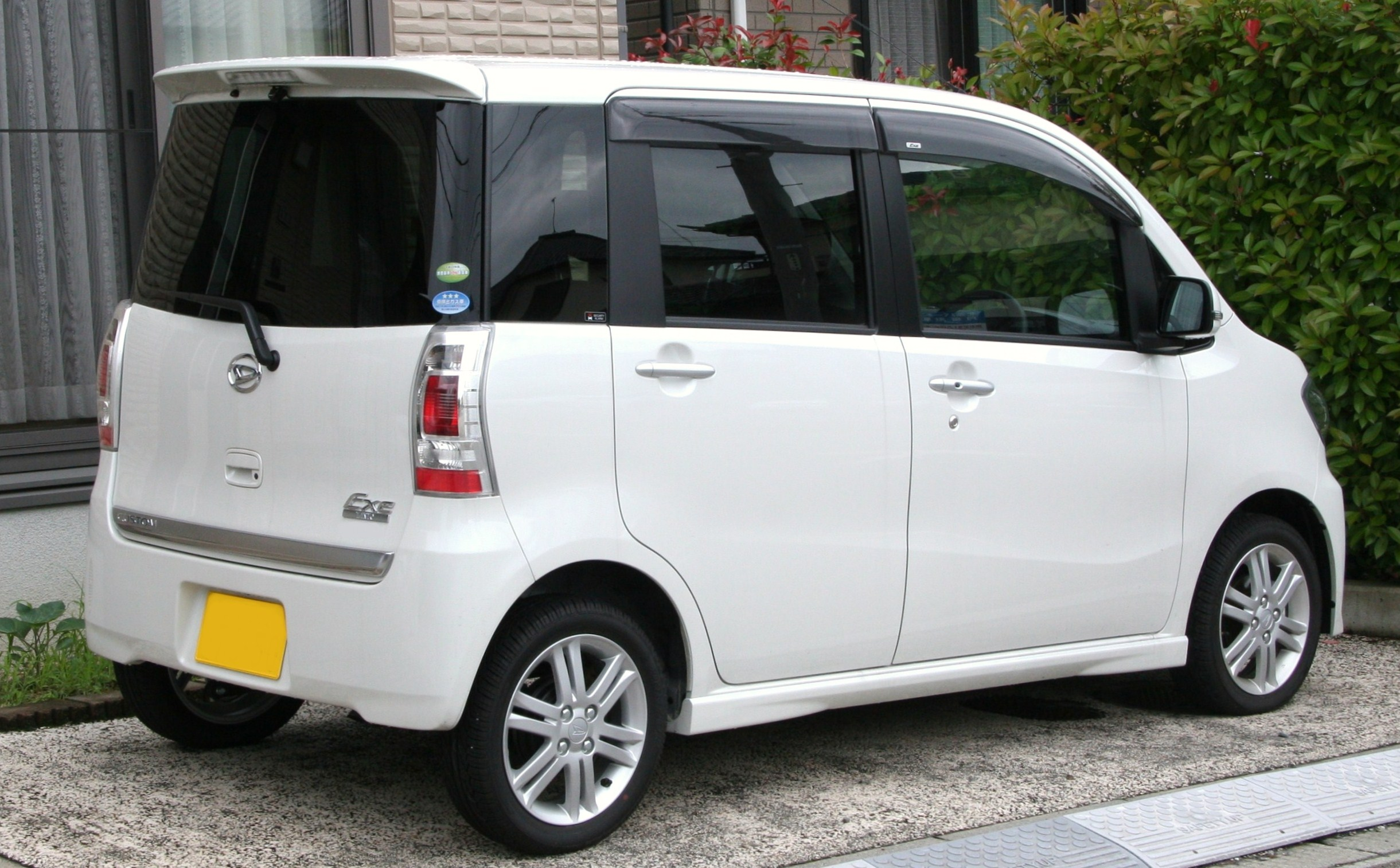
カスタム (前期型・リヤ)

- カスタム RS
(後期型・リヤ)
- カスタム G
(後期型)
- カスタム G
(後期型・リヤ)

- 室内（カスタム）

## 車名の由来
「Exceed×Excellent ecology」「Emotional×Elegant design」「Executive space」の略。優れた環境性能と、大人の感性を満たすスタイル/上質感/快適性を備えたクルマを表現している。